# Carl Hilpert
Carl Hilpert (12 de setembro de 1888 - 1 de fevereiro de 1947) foi um oficial alemão que serviu no Deutsches Heer durante a Segunda Guerra Mundial. Foi condecorado com a Cruz de Cavaleiro da Cruz de Ferro com Folhas de Carvalho.

## Condecorações
| Ordem do Mérito Militar 4ª Classe com Espadas                    |                                          |
| Cruz de Ferro (1914) 2ª Classe                                   | 7 de outubro de 1914                     |
| Cruz de Ferro (1914) 1ª Classe                                   | 18 de outubro de 1916                    |
| Cruz de Honra da Guerra Mundial 1914/1918                        |                                          |
| Medalha Anschluss                                                |                                          |
| Medalha dos Sudetos                                              |                                          |
| Cruz de Ferro (1939) 2ª Classe                                   | 20 de abril de 1940                      |
| Cruz de Ferro (1939) 1ª Classe                                   | 16 de junho de 1940                      |
| Medalha da Frente Oriental                                       |                                          |
| Cruz Germânica em Ouro                                           | 19 de fevereiro de 1943                  |
| Cruz de Cavaleiro da Cruz de Ferro                               | 22 de agosto de 1943                     |
| Cruz de Cavaleiro da Cruz de Ferro com Folhas de Carvalho nº 542 | 8 de agosto de 1944                      |
| Mencionado duas vezes na Wehrmachtbericht                        | 18 de agosto de 1944 e 9 de maio de 1945 |
| Ärmelband Kurland                                                |                                          |